# Светът на физиката
„Светът на физиката“ е тримесечно научно списание, издание на Съюза на физиците в България.
Списанието разглежда актуални проблеми на съвременната физика и астрономия, дискутира философските аспекти на основополагащите теории и експериментални открития в съвременната наука и запознава читателя с историческото развитие на представите за време, пространство, материя и енергия в широк мащаб – от микрокосмоса до границите на Вселената. Наред с популярните статии на страниците му могат да бъдат намерени и научни публикации, боравещи с по-задълбочен математически апарат.